# Will Champion
William „Will“ Champion (* 31. července 1978, Southampton, Hampshire, Anglie) je multiinstrumentalista a bubeník anglické rockové skupiny Coldplay.

## Dětství
Will se narodil v Southamptonu (Hampshire, Anglie). Jeho otec byl profesorem archeologie. V mládí byl hudebně ovlivněn např. Tomem Waitsem a tradiční irskou folkovou muzikou. Hrál na kytaru, ale měl zkušenosti i s klavírem a baskytarou. Před vstupem do Coldplay hrál v kapele Fat Hamster.

## Coldplay
Champion byl poslední ze čtyř členů kapely, která byla založena 31. července 1997 (v den jeho 19. narozenin). Bez předešlých zkušeností se stal bubeníkem, ale rychle si na tuto roli zvykl.
V roce 1999 ho zpěvák Chris Martin vyhodil z kapely, která ho ale brzy poté požádala o návrat.

## Ostatní projekty
V roce 2004 hrál na albu Magnea Furuholmena, člena skupiny A-ha nazvaném Past Perfect Future Tense.
V roce 2014 se podílel na albu Someday World, které nahráli Brian Eno a Karl Hyde.